# Labdarúgás a 2024. évi nyári olimpiai játékokon
A 2024. évi nyári olimpiai játékokon a labdarúgótornákat 2024. július 24. és augusztus 10. között rendezték meg. A férfiak versenyében 16 csapat, míg a nőkében 12 küzdött meg a bajnoki címért.
A férfiaknál három túlkoros játékoson kívül csak 2001. január 1. után született sportolók szerepelhettek. A nőknél nincs korlátozás.

## Helyszínek
| Marseille                                                 | Décines-Charpieu (Lyon)                                   | Párizs                |
| --------------------------------------------------------- | --------------------------------------------------------- | --------------------- |
| Stade de Marseille                                        | Stade de Lyon                                             | Parc des Princes      |
| Férőhely: 67 394                                          | Férőhely: 59 186                                          | Férőhely: 47 929      |
|                                                           |                                                           |                       |
| Marseille Lyon Párizs Bordeaux Saint-Étienne Nizza Nantes | Marseille Lyon Párizs Bordeaux Saint-Étienne Nizza Nantes | Bordeaux              |
| Marseille Lyon Párizs Bordeaux Saint-Étienne Nizza Nantes | Marseille Lyon Párizs Bordeaux Saint-Étienne Nizza Nantes | Stade de Bordeaux     |
| Marseille Lyon Párizs Bordeaux Saint-Étienne Nizza Nantes | Marseille Lyon Párizs Bordeaux Saint-Étienne Nizza Nantes | Férőhely: 42 115      |
| Marseille Lyon Párizs Bordeaux Saint-Étienne Nizza Nantes | Marseille Lyon Párizs Bordeaux Saint-Étienne Nizza Nantes |                       |
| Saint-Étienne                                             | Nizza                                                     | Nantes                |
| Stade Geoffroy-Guichard                                   | Stade de Nice                                             | Stade de la Beaujoire |
| Férőhely: 41 965                                          | Férőhely: 36 178                                          | Férőhely: 35 322      |
|                                                           |                                                           |                       |

## Selejtezők

### Férfi
| Esemény                                   | Dátum                               | Helyszín         | Kvóta | Kvalifikált csapatok                                 |
| ----------------------------------------- | ----------------------------------- | ---------------- | ----- | ---------------------------------------------------- |
| Rendező                                   | –                                   | –                | 1     | Franciaország (FRA)                                  |
| 2022-es U20-as CONCACAF bajnokság         | 2022. június 18. – július 3.        | Honduras         | 2     | Egyesült Államok (USA) · Dominikai Köztársaság (DOM) |
| 2023-as U21-es labdarúgó-Európa-bajnokság | 2023. június 21. – július 8.        | Grúzia · Románia | 3     | Spanyolország (ESP) · Izrael (ISR) · Ukrajna (UKR)   |
| 2023-as U23-as labdarúgó-Afrika-bajnokság | 2023. június 24. – július 8.        | Marokkó          | 3     | Marokkó (MAR) · Egyiptom (EGY) · Mali (MLI)          |
| 2023-as OFC olimpiai selejtező            | 2023. augusztus 27. – szeptember 9. | Új-Zéland        | 1     | Új-Zéland (NZL)                                      |
| 2024-es dél-amerikai olimpiai selejtező   | 2024. január 20. – február 11.      | Venezuela        | 2     | Paraguay (PAR) · Argentína (ARG)                     |
| 2024-es U23-as labdarúgó-Ázsia-bajnokság  | 2024. április 15. – május 3.        | Katar            | 3     | Üzbegisztán (UZB) · Japán (JPN) · Irak (IRQ)         |
| AFC-CAF rájátszás                         | 2024. május 9.                      | Franciaország    | 1     | Guinea (GUI)                                         |
| Összesen                                  |                                     |                  | 16    |                                                      |

### Női
| Esemény                             | Dátum                   | Helyszín         | Kvóta | Kvalifikált csapatok                    |
| ----------------------------------- | ----------------------- | ---------------- | ----- | --------------------------------------- |
| Rendező                             | –                       | –                | 1     | Franciaország (FRA)                     |
| 2022-es női CONCACAF-aranykupa      | 2022. július 4−18.      | Mexikó           | 1     | Egyesült Államok (USA)                  |
| 2022-es női Copa América            | 2022. július 8−30.      | Kolumbia         | 2     | Brazília (BRA) · Kolumbia (COL)         |
| CONCACAF pótselejtező               | 2023. szeptember 22−26. | Jamaica · Kanada | 1     | Kanada (CAN)                            |
| 2024-es Óceániai olimpiai selejtező | 2024. február 7−19.     | Szamoa           | 1     | Új-Zéland (NZL)                         |
| 2024-es női UEFA Nemzetek Ligája    | 2024. február 21−28.    |                  | 2     | Spanyolország (ESP) · Németország (GER) |
| 2024-es Ázsia olimpiai selejtező    | 2024. február 24−28.    |                  | 2     | Ausztrália (AUS) · Japán (JPN)          |
| 2024-es Afrika olimpiai selejtező   | 2024. április 1−9.      |                  | 2     | Nigéria (NGR) · Zambia (ZAM)            |
| Összesen                            |                         |                  | 12    |                                         |

## Éremtáblázat
(A táblázatokban a rendező nemzet sportolói eltérő háttérszínnel, az egyes számoszlopok legmagasabb értéke vagy értékei vastagítással kiemelve.)
| A 2024. évi nyári olimpiai játékok éremtáblázata labdarúgásban | A 2024. évi nyári olimpiai játékok éremtáblázata labdarúgásban | A 2024. évi nyári olimpiai játékok éremtáblázata labdarúgásban | A 2024. évi nyári olimpiai játékok éremtáblázata labdarúgásban | A 2024. évi nyári olimpiai játékok éremtáblázata labdarúgásban | Olimpia  |
| -------------------------------------------------------------- | -------------------------------------------------------------- | -------------------------------------------------------------- | -------------------------------------------------------------- | -------------------------------------------------------------- | -------- |
|                                                                | Ország                                                         | Arany                                                          | Ezüst                                                          | Bronz                                                          | Összesen |
| 1.                                                             | Egyesült Államok                                               | 1                                                              | 0                                                              | 0                                                              | 1        |
| 1.                                                             | Spanyolország                                                  | 1                                                              | 0                                                              | 0                                                              | 1        |
|                                                                |                                                                |                                                                |                                                                |                                                                |          |
| 3.                                                             | Brazília                                                       | 0                                                              | 1                                                              | 0                                                              | 1        |
| 3.                                                             | Franciaország                                                  | 0                                                              | 1                                                              | 0                                                              | 1        |
|                                                                |                                                                |                                                                |                                                                |                                                                |          |
| 5.                                                             | Marokkó                                                        | 0                                                              | 0                                                              | 1                                                              | 1        |
| 5.                                                             | Németország                                                    | 0                                                              | 0                                                              | 1                                                              | 1        |
|                                                                |                                                                |                                                                |                                                                |                                                                |          |
| Összesen                                                       | Összesen                                                       | 2                                                              | 2                                                              | 2                                                              | 6        |

## Érmesek

### Férfi torna
| A 2024. évi nyári olimpiai játékok érmesei férfi labdarúgásban | A 2024. évi nyári olimpiai játékok érmesei férfi labdarúgásban | A 2024. évi nyári olimpiai játékok érmesei férfi labdarúgásban | A 2024. évi nyári olimpiai játékok érmesei férfi labdarúgásban |
| --- | --- | --- | -------------------------------------------------------------- |
| Arany | Ezüst | Bronz |                                                                |
| Spanyolország (ESP) | Franciaország (FRA) | Marokkó (MAR) |                                                                |
| Álex Baena Pablo Barrios Adrián Bernabé Sergio Camello Pau Cubarsí Eric García Joan García Sergio Gómez Miguel Gutiérrez Alejandro Iturbe Diego López Fermín López Juan Miranda Cristhian Mosquera Samu Omorodion Aimar Oroz Jon Pacheco Marc Pubill Abel Ruiz Juanlu Sánchez Arnau Tenas Beñat Turrientes | Maghnes Akliouche Loïc Badé Rayan Cherki Joris Chotard Andy Diouf Désiré Doué Arnaud Kalimuendo Manu Koné Alexandre Lacazette Johann Lepenant Bradley Locko Castello Lukeba Soungoutou Magassa Jean-Philippe Mateta Chrislain Matsima Enzo Millot Obed Nkambadio Michael Olise Guillaume Restes Kiliann Sildillia Adrien Truffert | Ilias Akhomach Eliesse Ben Seghir Benjamin Bouchouari Mehdi Boukamir Oussama El Azzouzi Bilál el-Hanúsz Zakaria El Ouahdi Abde Ezálzúlí Rachid Ghanimi Achraf Hakimi Yassine Kechta Haytam Manaout El Mehdi Maouhoub Munir Mohamedi Akram Nakach Soufiane Rahimi Amir Richardson Adil Tahif Oussama Targhalline |                                                                |

### Női torna
| A 2024. évi nyári olimpiai játékok érmesei női labdarúgásban | A 2024. évi nyári olimpiai játékok érmesei női labdarúgásban | A 2024. évi nyári olimpiai játékok érmesei női labdarúgásban | A 2024. évi nyári olimpiai játékok érmesei női labdarúgásban |
| --- | --- | --- | ------------------------------------------------------------ |
| Arany | Ezüst | Bronz |                                                              |
| Egyesült Államok (USA) | Brazília (BRA) | Németország (GER) |                                                              |
| Korbin Albert Croix Bethune Sam Coffey Tierna Davidson Crystal Dunn Emily Fox Naomi Girma Lindsey Horan Casey Krueger Rose Lavelle Casey Murphy Alyssa Naeher Jenna Nighswonger Trinity Rodman Emily Sams Jaedyn Shaw Sophia Smith Emily Sonnett Mallory Swanson Lynn Williams | Adriana Ana Vitória Antônia Angelina Duda Sampaio Gabi Nunes Gabi Portilho Jheniffer Kerolin Lauren Lorena Luciana Ludmila Marta Priscila Rafaelle Souza Tainá Tamires Tarciane Thaís Vitória Yaya Yasmim | Nicole Anyomi Ann-Katrin Berger Jule Brand Klara Bühl Sara Doorsoun Vivien Endemann Laura Freigang Merle Frohms Giulia Gwinn Marina Hegering Kathrin Hendrich Sarai Linder Sydney Lohmann Janina Minge Sjoeke Nüsken Alexandra Popp Felicitas Rauch Lea Schüller Bibiane Schulze Elisa Senß |                                                              |